# Marian Chițescu
Marian Chițescu (* 20. Mai 1971 in Bușteni) ist ein ehemaliger rumänischer Bobfahrer.
Er begann im Alter von 17 Jahren mit dem Bobsport und nahm 1994 zum ersten Mal an den Olympischen Winterspielen teil. In Lillehammer war er Anschieber des rumänischen Viererbobs und erreichte mit Iulian Păcioianu, Mihai Dumitrașcu und Pilot Florin Enache den 23. Platz. Bei der Bob-Europameisterschaft 1996 in St. Moritz erreichte Chițescu den sechsten Platz.
1996 nahm Chițescu an seinen zweiten Olympischen Winterspielen teil. In Nagano landeten die Rumänen mit der identischen Bobbesetzung wie vier Jahre davor auf dem 27. Platz. Nach einer dreijährigen Pause vom Sport wechselte Chițescu zum Skeleton und startete zwischen 2003 und 2006 auf nationaler Ebene.
Auch nach seiner aktiven Karriere blieb Chițescu dem Sport treu und wurde Trainer, sowohl im Bob als auch im Skeleton. Bei den Olympischen Spielen 2014 war er als Betreuer dabei.